# グジャラーティー文字
グジャラーティー文字（グジャラーティーもじ、ગુજરાતી લિપિ , Gujǎrātī Lipi、英: Gujarati script）は、インドのブラーフミー文字から派生した文字の1つ。グジャラート文字ともいう。主にインドのグジャラート州で話されているグジャラート語を表記するのに用いられる。アブギダの一種。書字方向は左から右への横書きである。単語と単語の間は英文のように分かち書きする。

## 概要
グジャラーティー文字は、現在インドにおいてヒンディー語などの多言語に用いられるデーヴァナーガリー文字をもとに、インド・グジャラート州の地域で16世紀ごろに派生した文字である。したがって、デーヴァナーガリー文字における、単語中を貫通して書き記す横棒（シローレーカー）を取り除けばグジャラーティー文字とほぼ同じ字形となる字母も多い。
グジャラーティー文字はその音韻表記の手法によりアブギダという文字体系に分類される。これは、子音文字が単独の子音を表さず、子音の直後につづく母音（随伴母音 inherent vowel とよばれる）をも含んだ音節を示すものである。グジャラーティー文字の場合、子音の基礎字母に母音 a (/ə/) が随伴母音としてつく文字である。例を示すと、子音字母 ક は、ka (/kə/) の音節を示す。随伴母音でない母音のついた音節を示すには、たとえば ki を示す場合、કિ のように付加文字をつける。母音のつかない、子音だけの音を示すには、ヴィラーマという記号を用いて ક્ (k) と書く。ほかにも、二重子音を表すのに合成字母がつくられる（後述）。グジャラーティー文字やデヴァナーガリー文字のみならずインド系文字はすべてこのような書字システムにしたがう。なお、参考のために記すと、英語などの表記に用いられるラテン文字は子音と母音が完全に分離して表記され、しかも母音記号（a など）が付加文字としてではなく単独の文字として使用される文字体系であり、アブギダと区別してアルファベットと呼ばれる。

## 母音

### 母音字
ここでは、母音のみの音節の文字（つまり単独で母音を表す文字）と、子音+（a以外の）母音をあらわすための付加文字について述べる。発音の欄には、よく用いられるローマ字翻字と、発音記号 (IPA) を示す。さらに、付加文字の使用例として、下の表には ક + 付加文字（/k/+母音）の例をのせておく。付加文字の欄にある破線の円に後述の子音文字が入る。
| 母音字 | 母音記号 | /k/+ の例 | 翻字・発音 |
| ------ | -------- | --------- | ---------- |
| અ      | （なし） | ક         | a [ə]      |
| આ      | ા         | કા         | ā [ɑ]      |
| ઇ      | િ         | કિ         | i [i]      |
| ઈ      | ી         | કી         | ī [i]      |
| ઉ      | ુ         | કુ         | u [u]      |
| ઊ      | ૂ         | કૂ         | ū [u]      |
| ઋ      | ૃ         | કૃ         | ṛ [ru]     |
| ૠ      | ૄ         | કૄ         | ṝ [ru]     |
| એ      | ે         | કે         | ē [e], [ɛ] |
| ઐ      | ૈ         | કૈ         | ai [əj]    |
| ઓ      | ો         | કો         | ō [o], [ɔ] |
| ઔ      | ૌ         | કૌ         | au [əu]    |
| ઍ      | ૅ         | કૅ         | â [æ]      |
| ઑ      | ૉ         | કૉ         | ô [ɔ]      |

付記
- グジャラート語は母音の長短を区別せず、ઇ (i) と ઈ (ī)、ઉ (u) と ઊ (ū) はそれぞれ同音である。
- ઋ (ṛ) および ૠ (ṝ) は、インドの古典言語であるサンスクリットにおいて母音扱いされた発音であり、現代のグジャラート語ではもっぱらサンスクリットからの借用語に用いられる。
- ઍ (â) と ઑ (ô) は、英語からの借用語に用いられる。
- 子音字+付加母音字のうちいくつかは、例外的な字形をとる。

- - જી jī (જ ja + ી ī )
  - રૂ rū (ર ra + ૂ ū )
  - હૃ hṛ (હ ha + ૃ ṛ )

### 母音aについて
અ (a) の母音は、単語内での位置によっては、文字上では表記されていても発音されない。
- 語末では発音されない。
- 直後の音節の子音につく母音が発音される場合は、発音しない。

ただしこれらの規則は、二重子音字の場合は必ずしも適用されない。

## 子音
グジャラーティー文字の子音字は次のようなものであり、（最後の二重子音の2文字を除いて）下表の順番を辞書順とする。さらに発音（ラテン文字への翻字と発音記号 (IPA) も併記する。概要で述べたように、これらの子音字は、単独ではそれぞれ「子音+a」を表している。子音に後続する母音がa以外のものを表すためには、各字母の上下左右に前述した母音付加記号を加える。
この配置は、似た発音同士を並べている点で合理的であり、デーヴァナーガリーなど他の北方インド系文字の並べ方と同じである。
グジャラート語は母音間の子音の弱化に特徴があり、帯気音はしばしば摩擦音化する（有声帯気音ではさらに母音が息もれ声をともなう）が、正書法上は閉鎖音として記される。
|              | 閉鎖音・破擦音 | 閉鎖音・破擦音 | 閉鎖音・破擦音 | 閉鎖音・破擦音 | 閉鎖音・破擦音 | 閉鎖音・破擦音 | 閉鎖音・破擦音 | 閉鎖音・破擦音 | 鼻音 | 鼻音    |
| 無声無気音   | 無声無気音     | 無声帯気音     | 無声帯気音     | 有声無気音     | 有声無気音     | 有声帯気音     | 有声帯気音     |                | 鼻音 | 鼻音    |
| ------------ | -------------- | -------------- | -------------- | -------------- | -------------- | -------------- | -------------- | -------------- | ---- | ------- |
| 軟口蓋音     | ક              | ka [kə]        | ખ              | kha [kʰə]      | ગ              | ga [ɡə]        | ઘ              | gha [ɡʱə]      | ઙ    | ṅa [ŋə] |
| 硬口蓋音     | ચ              | ca [tʃə]       | છ              | cha [tʃʰə]     | જ              | ja [dʒə]       | ઝ              | jha [dʒʱə]     | ઞ    | ña [ɲə] |
| そり舌音     | ટ              | ṭa [ʈə]        | ઠ              | ṭha [ʈʰə]      | ડ              | ḍa [ɖə]        | ઢ              | ḍha [ɖʱə]      | ણ    | ṇa [ɳə] |
| 歯音         | ત              | ta [t̪ə]        | થ              | tha [t̺ʰə]      | દ              | da [d̪ə]        | ધ              | dha [d̪ʱə]      | ન    | na [nə] |
| 両唇音       | પ              | pa [pə]        | ફ              | pha [pʰə]      | બ              | ba [bə]        | ભ              | bha [bʱə]      | મ    | ma [mə] |
|              | その他         |                |                |                |                |                |                |                |      |         |
| 半母音・流音 | ય              | ya [jə]        | ર              | ra [ɾə]        | લ              | la [lə]        | વ              | va [və], [wə]  |      |         |
| 摩擦音       | શ              | śa [ʃə]        | ષ              | ṣa [ʃə]        | સ              | sa [sə]        |                |                |      |         |
| その他       | હ              | ha [ɦə]        | ળ              | ḷa [ɭə]        |                |                |                |                |      |         |
| 二重子音     | ક્ષ             | kṣa [kʃə]      | જ્ઞ             | jña [gnə]      |                |                |                |                |      |         |

ક્ષ (kṣa) と જ્ઞ (jña) は結合文字の一種であるが、特殊な形をとるために上のように基礎字母表に含めることが多い。なお、 જ્ઞ (jña) はグジャラート語では "gna" と発音する。
また、上表に /ʃə/ と発音する字母が શ (śa) と ષ (ṣa) の2つある。これは、昔のサンスクリットにおいては別々の発音を示す文字だった（ષ (ṣa) の発音はそり舌音 ʂə の発音だった）。しかし現代のグジャラート語では同じ発音であるが、単語によって書き分けることになっている。

## 結合文字
グジャラーティー文字は（そしてデーヴァナーガリーなど他の主要なインド系文字もそうであるが）、"kt"とか"nt"などの二重子音を記述する場合、文字の一部を省いてつなぎ合わせたような新たな文字をつくる。これを「結合文字」という。例を挙げると、グジャラート語のあいさつ「こんにちは」は નમસ્તે (namaste) であるが、このうちの સ્ત (sta) が結合文字である（この場合は સ્ s + ત ta）。
結合文字の作り方にはある程度の法則があるが、時にそれに従わない文字もある。この結合文字作成のややこしさゆえに、コンピュータによるグジャラーティー文字の入力システムの構築は難題である（複雑なテキスト配置の項目を参照）。結合文字に対応するすべのないタイプライターなどにより作成された文書では、随伴母音を取り去る補助記号 ્ (virāma) が多用される傾向にある。
グジャラーティー文字における結合文字の作り方は、この文字の基になったデーヴァナーガリーのそれによく似ている。中には、結合するに際してデーヴァナーガリーの字形を使用するものもある。作り方はまず、二重子音のうちの最初の子音の文字が、次のうちどちらに属すかによって異なる。
1. 文字の右端が縦棒の字画で終わる文字（ગ ga, સ sa, ત ta など。こちらが多数派）
2. 1.に属さないもの（ટ ṭa, ડ ḍa, દ da など）

1.の場合
右端の縦棒を省き、2番目の子音字をつけて書く。
例） ળ્ત ḷta (ળ્ ḷ + ત ta), બ્લ bla (બ્ b + લ la), ત્ન tna (ત્ t+ ન na)
- -  શ્ (ś) は後続する子音字によっては例外的に形を変えるものもある。その場合縦棒は残す。
    -  શ્ચ śca （શ્ ś + ચ ca、2番目の文字は、ચ に対応するデーヴァナーガリー च が用いられる）, શ્ન śna (શ્ ś + ન na), શ્ર  śra（શ્ ś + ર ra、rの形については後述）, શ્વ śva (શ્ ś + વ va)。ただしそのほかはશ્ત śta (શ્ ś + ત ta) のように規則的である。

  -  ઞ્ (ñ) の場合、次の2つは例外。
    -  ઞ્ચ ñca （ઞ્ ñ + ચ ca、ચ は対応するデーヴァナーガリー च を用いる）; ઞ્જ ñja（ઞ્ ñ + જ ja、જ は対応するデーヴァナーガリー ज を用いる）

2.の場合
作り方は文字によりさまざまである。
- - 右上部へ向かう斜め線のある文字（ક ka, જ ja, ફ pha）- そのままくっつける。
    - 例） જ્જ jja (જ્ j + જ ja), ક્ત kta (ક્ k + ત ta), ક્ક kka（ક્ k+ ક ka、くっつける際、左右の字母の斜め線が一本で書かれる。次の違いに注意。ક્કિ kki, કિક kik (a)）

  -  ર (ra) – 右上につける「レーパ」と呼ばれる、はね毛状の曲線を付加。母音付加記号によってはつける位置が異なるので注意。
    - 例） ર્ગ rga (ર્ r + ગ ga) → ર્ગા rgā, ર્ગે rgē

  -  હ (ha) – これに対応するデーヴァナーガリー ह の形を用いる。第2文字のつける場所に注目。
    -  હ્ણ hṇa （હ્ h+ ણ ṇa、2番目の文字は、ણ に対応するデーヴァナーガリー ण が用いられる）, હ્લ hla (હ્ h+ લ la), હ્ન hna (હ્ h+ ન na), હ્વ hva (હ્ h+ વ va), હ્ર hra（હ્ h+ ર ra、rの形については後述）
    -  હ્મ hma (હ્ h+ મ ma), હ્ય hya (હ્ h+ ય ya)

  -  દ (da) – これに対応するデーヴァナーガリー द の形を用いる。第2文字は下部に若干傾けてつける。
    -  દ્ગ dga (દ્ d+ ગ ga), દ્ઘ dgha (દ્ d+ ઘ gha),  દ્ધ  ddha (દ્ d+ ધ dha), દ્ન dna (દ્ d+ ન na), દ્બ dba（દ્ d+ બ ba、第2文字は対応するデーヴァナーガリー ब を使用), દ્ભ dbha (દ્ d+ ભ bha), દ્ર dra（દ્ d+ ર ra、rの形については後述）,  દ્વ dva (દ્ d+ વ va)。
    - 次の3つは特異な形をとる。દ્દ dda（દ્ d+ દ da、これは2文字目をデーヴァナーガリー型にする）, દ્મ dma (દ્ d+ મ ma), દ્ય dya (દ્ d+ ય ya)。

  - その他 (ઙ ṅa, છ cha, ટ ṭa, ઠ ṭha, ડ ḍa, ઢ ḍha) – 下につける。これらは下部が丸いのが特徴である。
    - 例） ઙ્ક ṅka （ઙ્ ṅ + ક ka、第2文字は対応するデーヴァナーガリー क を使用）, ઙ્ગ ṅga (ઙ્ ṅ + ગ ga), ઙ્ઘ ṅgha (ઙ્ ṅ + ઘ gha), છ્વ chva (છ્ ch + વ va), ટ્ઠ ṭṭha (ટ્ ṭ + ઠ ṭha), ડ્ઢ ḍḍha (ઙ્ ḍ + ઢ ḍha)など。

基本的には以上のとおりである。しかし、二重子音のうちの2番目の子音によっては、次のような例外的な作り方をする。
- 2番目の子音が ર (ra) – 次のどれかの方法にしたがう。
  1. 1番目の子音字が、文字に直線部分のある文字 – 右方下部に、左下へ伸びる線分を加える。一部はつける場所が異なる。
例） ક્ર kra (ક્ k + ર ra), ગ્ર gra (ગ્ g + ર ra), ઝ્ર jhra (ઝ્ jh + ર ra), ત્ર tra（ત્ t + ર ra、ત્ が特殊な形に変わる）, દ્ર dra (દ્ d + ર ra、દ્ はデーヴァナーガリー形を使用）, ભ્ર bhra (ભ્ bh + ર ra), શ્ર śra（શ્ ś + ર ra、શ્ の変形は前述）, હ્ર hra（હ્ h + ર ra、前述のとおり別形を用いる）。
  2. 1番目の子音字が ર (ra) – 前述のレーパを用いる。ર્ર rra（ર્ r + ર ra、前述のとおり別形）
  3. その他 (ઙ ṅa, છ cha, જ ja, ટ ṭa, ઠ ṭha, ડ ḍa, ઢ ḍha) – 下部に「へ」の字のようなものをつける。
例） જ્ર jra (જ્ j + ર ra), ઢ્ર ḍhra (ઢ્ ḍh + ર ra)
- 2番目の ય (ya) は決して下につかない。
例） ડ્ય ḍya（ડ્ ḍ + ય ya、前述の規則どおりならば下につくはずである）
- 2番目が ન (na) のうち、次の2つの結合文字は不規則的である。
 શ્ન śna (શ્ ś + ન na); ન્ન nna (ન્ n + ન na)

上記以外のものでは、次の3例は特殊である。ક્ષ kṣa (ક્ k + ષ ṣa); જ્ઞ jña （જ્ j + ઞ ña、発音は前述のとおり /gna/）; ત્ત tta (ત્ t + ત ta)
なお、これらの結合文字はグジャラート語本来の単語やサンスクリット由来の単語を記述するのに使い、英語などからの近代の外来語を記述するのにはほとんど用いられない。母音#無声化母音の節にて述べたように読まない短母音 a の規則を利用して記述するのが普通である。

## 補助記号

### 単語に付加する補助記号
|  | 名称            | 用途 |
|  | --------------- | --- |
| ં | bindī, anusvāra | アヌスヴァーラを参照。鼻母音、または次に来る子音が有声閉鎖音の場合は、音節末に鼻子音が付加されることをあらわす。 どちらの記号を用いるかは、どの母音記号（付加記号）が使用されているかによる。 |
| ઁ | candrabindū     | アヌスヴァーラを参照。鼻母音、または次に来る子音が有声閉鎖音の場合は、音節末に鼻子音が付加されることをあらわす。 どちらの記号を用いるかは、どの母音記号（付加記号）が使用されているかによる。 |
| ઃ | visarga         | ヴィサルガを参照。語末に位置し、気息 (h) があることを示す。実際には発音されないか、軽く発音される。 この記号はサンスクリットからの借用語に現れ、ローマ字に転写するときḥを使う。               |
| ્ | virāma          | 子音記号に付加し、随伴母音のない子音のみの音であることを示す。例: ક ka に対し、ક્ は k をあらわす。                                                                                            |
| ઼ | nuktā           | グジャラート語にない外来語の発音を示すため、既存の文字につけるための記号。ફ pha -> ફ઼ fa など。                                                                                                |

### 句読点
| । | 句点。平叙文の文末に添える。                               |
| ? | 疑問符。使用法は欧米の文章と同じで、疑問文の文末に添える。 |
| , | 読点。使用法は欧米の文章におけるコンマに同じ。             |

## 数字
インド系文字には独特の字体をした数字がある。これはグジャラーティー文字についても同様であり、下表のようなものがある。ただし、最近ではこれの替わりに現在の日本でもよく使われるアラビア数字（下表の上段のもの）が使われることもある。
| 0 | 1 | 2 | 3 | 4 | 5 | 6 | 7 | 8 | 9 |
| - | - | - | - | - | - | - | - | - | - |
| ૦ | ૧ | ૨ | ૩ | ૪ | ૫ | ૬ | ૭ | ૮ | ૯ |

なお、使用法は算用数字とまったく同じである。例： ૯૦૬ = 906 = 九百六。

## コンピュータでの文字処理

### Unicodeにおけるコードの定義
Unicodeでは以下の領域に次の文字が収録されている。
| U+   | 0 | 1 | 2 | 3 | 4 | 5 | 6 | 7 | 8 | 9 | A | B | C | D | E | F |
| ---- | - | - | - | - | - | - | - | - | - | - | - | - | - | - | - | - |
| 0A80 |   | ઁ  | ં  | ઃ  |   | અ | આ | ઇ | ઈ | ઉ | ઊ | ઋ | ઌ | ઍ |   | એ |
| 0A90 | ઐ | ઑ |   | ઓ | ઔ | ક | ખ | ગ | ઘ | ઙ | ચ | છ | જ | ઝ | ઞ | ટ |
| 0AA0 | ઠ | ડ | ઢ | ણ | ત | થ | દ | ધ | ન |   | પ | ફ | બ | ભ | મ | ય |
| 0AB0 | ર |   | લ | ળ |   | વ | શ | ષ | સ | હ |   |   | ઼  | ઽ | ા  | િ  |
| 0AC0 | ી  | ુ  | ૂ  | ૃ  | ૄ  | ૅ  |   | ે  | ૈ  | ૉ  |   | ો  | ૌ  | ્  |   |   |
| 0AD0 | ૐ |   |   |   |   |   |   |   |   |   |   |   |   |   |   |   |
| 0AE0 | ૠ | ૡ | ૢ  | ૣ  |   |   | ૦ | ૧ | ૨ | ૩ | ૪ | ૫ | ૬ | ૭ | ૮ | ૯ |
| 0AF0 | ૰ | ૱ |   |   |   |   |   |   |   |   |   |   |   |   |   |   |

また、句点 (।) はグジャラーティー文字枠には定義されておらず、デーヴァナーガリーにて定義されているU+0964を利用する（ただし今後U+0AE4として定義される可能性はある）。"?" と "," は英文のものとまったく同じであり、グジャラーティー文字枠には定義されていない。

### Windows上での処理
Windows XP、Windows Server 2003以降のオペレーティングシステム (OS) では、該当のテキスト処理システムをインストールすれば、キーボード上でグジャラーティー文字を入力することができる。インストール法など詳しくはHelp:多言語対応 (インド系文字)を参照。

### キーボード
Windowsのグジャラート語キーボードの配列は以下の通り。

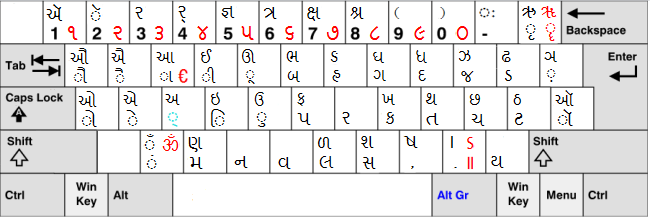
赤字部分は｢右Alt｣を用いて入力。デーヴァナーガリー（ヒンディー語など）と同じく、InScript配列になっている。